# 하쿠산 국립공원

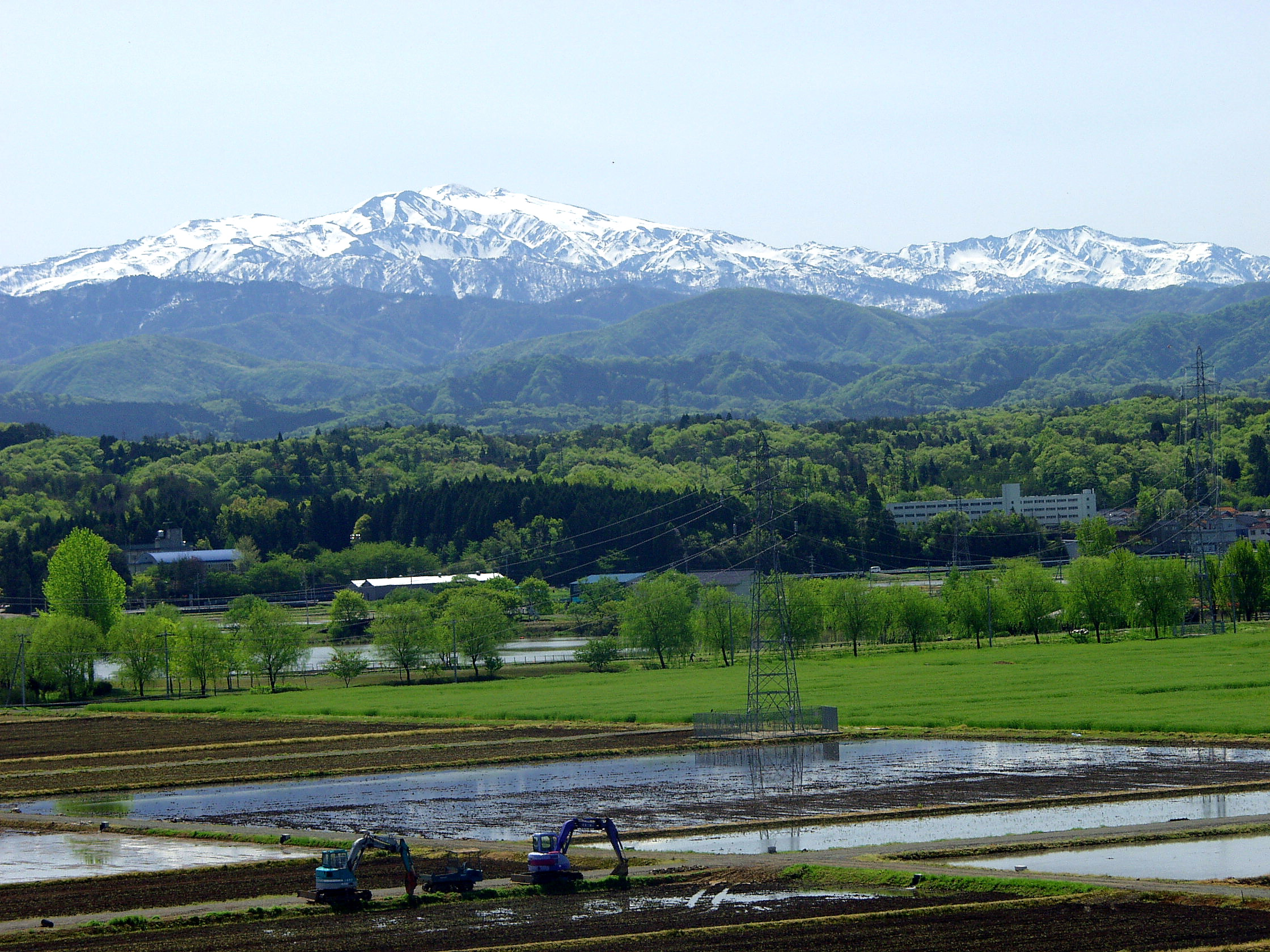
하쿠 산

하쿠산 국립공원(일본어: 白山国立公園)은 일본 혼슈 주부 지방에 있는 국립공원이다. 총 면적은 477 km2이며 주요 산으로 하쿠 산이 있다.
공원은 원래 1955년 7월 1일에 하쿠산 국정공원(白山国定公園)으로 지정되었다. 1962년 11월 12일에 완전한 국립공원으로서의 지위를 얻게 되었다.

## 관계 시정촌
- 도야마현 : 난토시
- 이시카와현 : 하쿠산시
- 후쿠이현 : 오노시, 가쓰야마시
- 기후현 : 구조시, 다카야마시, 오노군 시라카와촌

## 같이 보기
- 일본의 국립공원